# Tipos de mallas

Ejemplo del mallado utilizado en la modelización de una superficie definida por una nube de puntos (retículo no estructurado)

Los distintos tipos de mallas permiten optimizar la representación de un dominio geométrico más grande mediante celdas discretas más pequeñas. Las mallas se utilizan comúnmente para calcular soluciones de ecuaciones en derivadas parciales y en aplicaciones de computación gráfica, así como para analizar datos geográficos y cartográficos. Una malla divide el espacio en elementos (también denominados celdas o zonas) sobre los que se pueden resolver las ecuaciones, lo que luego permite aproximar la solución en un dominio más grande. Los bordes de los elementos pueden restringirse para que se ajusten a los límites internos o externos dentro de un modelo. Los elementos de mayor calidad (mejor forma) tienen propiedades numéricas más adecuadas, aunque la bondad de estos elementos depende del tipo de ecuaciones con las que se trabaja y de las propiedades de la solución particular buscada.

## Formas de celda comunes

### Espacio bidimensional

Formas básicas de celdas bidimensionales

Hay dos tipos de formas de celdas bidimensionales que se usan comúnmente: el triángulo y el cuadrilátero.
Los elementos computacionalmente menos adecuados son aquellos con algún ángulo interior muy agudo, lados muy cortos, o ambas características.

#### Triángulo
Esta forma de celda consta de 3 lados y es uno de los tipos de malla más simples. Una malla de superficie triangular siempre es rápida y fácil de crear. Es más común en retículos no estructurados.

#### Cuadrilátero
Es la forma básica de la celda de 4 lados, como se muestra en la figura. Es más común en cuadrículas estructuradas.
Los elementos cuadriláteros generalmente no pueden ser o volverse cóncavos.

### Espacio tridimensional

Basic three-dimensional cell shapes

Los elementos tridimensionales básicos son los tetraedros, las pirámides, los prismas triangulares y los hexaedros. Todos tienen caras triangulares y cuadriláteras.
Los modelos bidimensionales extruidos pueden representarse completamente mediante prismas y hexaedros como triángulos y cuadriláteros extruidos.
En general, las caras cuadriláteras en 3 dimensiones pueden no ser perfectamente planas. Una cara cuadrilátera no plana puede considerarse un volumen tetraédrico delgado compartido por dos elementos vecinos.

#### Tetraedro
Un tetraedro tiene 4 vértices, 6 aristas y está delimitado por 4 caras triangulares. En la mayoría de los casos se puede generar automáticamente una malla de volumen tetraédrico.

#### Pirámide
Una pirámide de base cuadrilátera tiene 5 vértices y 8 aristas; delimitadas por 4 caras triangulares y 1 cuadrilátera. Se utilizan eficazmente como elementos de transición entre elementos de cara cuadrada y triangular y otros en mallas y retículos híbridos.

#### Prisma triangular
Un prisma triangular tiene 6 vértices y 9 aristas; delimitadas por 2 caras triangulares y 3 cuadriláteras. La ventaja de este tipo de elementos es que resuelve la capa límite de manera eficiente.

#### Hexaedro
Un cuboide, topológicamente equivalente a un cubo, tiene 8 vértices y 12 aristas; delimitadas por 6 caras cuadriláteras. También se le llama hexaedro o ladrillo. Para la misma cantidad de celdas, la precisión de las soluciones en mallas hexaédricas es la más alta.
Las zonas de la pirámide y del prisma triangular pueden considerarse computacionalmente como hexaedros degenerados, donde algunas aristas se han reducido a cero. También se pueden representar otras formas degeneradas a partir de un hexaedro.

#### Celdas avanzadas (poliédricas)
Un elemento poliédrico (dual) tiene cualquier número de vértices, aristas y caras. Por lo general, requiere más operaciones informáticas por celda debido a la cantidad de elementos vecinos (normalmente 10), aunque este inconveniente se compensa con la precisión del cálculo.

## Clasificación de retículos

Retículo estructurado

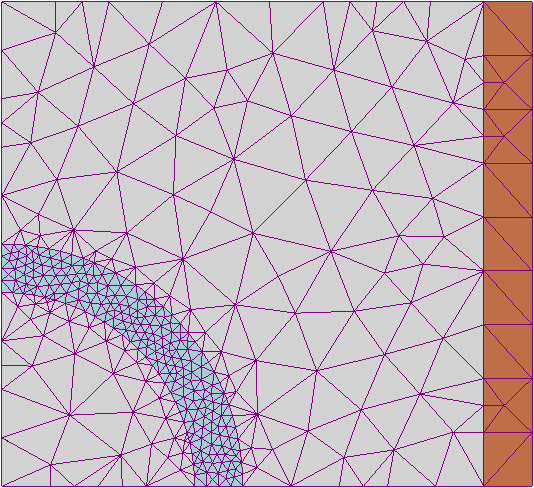
Retículo no estructurado

### Retículos estructurados
Los retículos estructurados se identifican por su conectividad regular. Las posibles opciones de elementos son cuadrilátero en 2D y hexaedros en 3D. Este modelo es muy eficiente en términos de espacio, ya que las relaciones de vecindad están definidas por la disposición del almacenamiento. Algunas otras ventajas de la red estructurada sobre la no estructurada son una mejor convergencia y una mayor resolución.

### Retículos no estructurados
Un retículo no estructurado se identifica por una conectividad irregular. No se puede expresar fácilmente como una matriz bidimensional o tridimensional en la memoria de una computadora. Esto permite cualquier elemento posible que un solucionador pueda utilizar. En comparación con las mallas estructuradas, para las cuales las relaciones de vecindad son implícitas, este modelo puede ser muy ineficiente desde el punto de vista espacial, ya que requiere un almacenamiento explícito de las relaciones de vecindad. Los requisitos de almacenamiento de una red estructurada y de una red no estructurada están dentro de un factor constante. Estas cuadrículas suelen emplear triángulos en 2D y tetraedros en 3D.

### Retículos híbridos
Una cuadrícula híbrida contiene una mezcla de porciones estructuradas y porciones no estructuradas. Integra las mallas estructuradas y las mallas no estructuradas de manera eficiente. Aquellas partes de la geometría que son regulares pueden tener cuadrículas estructuradas y aquellas que son complejas pueden tener cuadrículas no estructuradas. Estas cuadrículas pueden ser no conformes, lo que significa que no es necesario que las líneas de la cuadrícula coincidan en los límites de los bloques.

## Calidad de una malla
Se considera que una malla tiene mayor calidad si permite calcular más rápidamente una solución más precisa. La precisión y la velocidad están en contraposición. Disminuir el tamaño de la malla siempre aumenta la precisión, pero también aumenta el costo computacional.
La precisión depende tanto del error de discretización como del error admisible de la solución. Una malla dada es una aproximación discreta del espacio y, por lo tanto, solo puede proporcionar una solución aproximada, incluso cuando las ecuaciones se resuelvan exactamente. En los gráficos por computadora mediante trazado de rayos, el número de rayos disparados es otra fuente de error de discretización. Para el error de solución, para las PDE se requieren muchas iteraciones sobre toda la malla. El cálculo finaliza antes de que las ecuaciones se resuelvan exactamente. La elección del tipo de elemento de malla afecta tanto a la discretización como al error de solución.
La precisión depende tanto del número total de elementos como de la forma de los elementos individuales. La velocidad de cada iteración crece (linealmente) con la cantidad de elementos, y la cantidad de iteraciones necesarias depende del valor de la solución local y del gradiente en comparación con la forma y el tamaño de los elementos locales.

### Precisión de la solución
Una malla gruesa puede proporcionar una solución precisa si la solución es constante, por lo que la precisión depende del caso particular del problema.
Se puede refinar selectivamente la malla en áreas donde los gradientes de solución son altos, aumentando así la fidelidad allí. La precisión, incluidos los valores interpolados dentro de un elemento, depende del tipo y de la forma del elemento.

### Tasa de convergencia
Cada iteración reduce el error entre la solución calculada y la verdadera. Una tasa más rápida de convergencia significa un error menor con menos iteraciones.
Una malla de calidad inferior puede omitir características importantes, como la capa límite para el flujo de fluido. El error de discretización será grande y la tasa de convergencia se verá perjudicada; es posible que la solución no converja en absoluto.

### Independencia de la malla
Una solución se considera independiente de la cuadrícula si la discretización y el error de la solución son lo suficientemente pequeños dadas suficientes iteraciones. Esto es esencial saberlo para obtener resultados comparativos. Un estudio de convergencia de malla consiste en refinar elementos y comparar las soluciones refinadas con las soluciones gruesas. Si un mayor refinamiento (u otros cambios) no cambia significativamente la solución, la malla es una cuadrícula independiente.

## Elección del tipo de malla
Si la precisión es lo más importante, entonces la malla hexaédrica es la más preferible. Se requiere que la densidad de la malla sea lo suficientemente alta para capturar todas las características del flujo, pero del mismo modo, no debe ser tan alta como para capturar detalles superfluos, lo que sobrecargaría la CPU y haría perder más tiempo. Siempre que hay una pared, la malla adyacente a la pared es lo suficientemente fina como para resolver el flujo de la capa límite y, en general, se prefieren las celdas cuadrangulares, hexagonales y prismáticas, frente a triángulos, tetraedros y pirámides. Las celdas Quad y Hex se pueden estirar donde el flujo está completamente desarrollado y es unidimensional.
En función de la asimetría, la suavidad y la relación de aspecto, se puede decidir la idoneidad de una malla.

### Asimetría
La asimetría de una cuadrícula es un indicador adecuado de la calidad e idoneidad de la malla. Una gran asimetría compromete la precisión de las regiones interpoladas. Hay tres métodos para determinar la asimetría de una cuadrícula.

#### Basada en volúmenes equiláteros
Este método es aplicable únicamente a triángulos y elementos tetraédricos, y es el método predeterminado.

Tamaño de celdas: cambio suave y salto grande

{\displaystyle {\text{Oblicuidad }}={\frac {\text{tamaño de celda óptimo - tamaño de celda }}{\text{tamaño de celda óptimo}}}}

#### Basada en la desviación del ángulo equilátero normalizado
Este método se aplica a todas las formas de celdas y caras, y casi siempre se usa para prismas y pirámides.
{\displaystyle {\text{Oblicuidad ( cuadrángulo ) }}=\max {\left[{\frac {\theta _{\text{max}}-90}{90}},{\frac {90-\theta _{\text{min}}}{90}}\right]}}

#### Oblicuidad equiangular
Otra medida común de calidad se basa en la inclinación equiangular.
{\displaystyle {\text{Oblicuidad equiangular }}=\max {\left[{\frac {\theta _{\text{max}}-\theta _{e}}{180-\theta _{e}}},{\frac {\theta _{e}-\theta _{\text{min}}}{\theta _{e}}}\right]}}
donde:
- {\displaystyle \theta _{\text{max}}\,} es el ángulo más grande en una cara o celda,
- {\displaystyle \theta _{\text{min}}\,} es el ángulo más pequeño en una cara o celda,
- {\displaystyle \theta _{e}\,} es el ángulo para una cara o celda equiangular, es decir, 60 para un triángulo y 90 para un cuadrado.

Una asimetría de 0 es la mejor posible y casi nunca se prefiere una asimetría de uno. Para celdas hexagonales y cuadrangulares, la asimetría no debe exceder 0,85 para obtener una solución bastante precisa.

Representación de los cambios en la relación de aspecto

Para celdas triangulares, la asimetría no debe exceder 0,85 y para celdas cuadriláteras, la asimetría no debe exceder 0,9.

### Suavidad
El cambio de tamaño también debe ser suave. No debe haber saltos repentinos en el tamaño de la celda, porque esto puede causar resultados erróneos en los nodos cercanos.

### Relación de aspecto
Es la relación entre el lado más largo y el más corto de una celda. Idealmente debería ser igual a 1 para garantizar mejores resultados. Para el flujo multidimensional, debería estar cerca de uno. Además, las variaciones locales en el tamaño de las celdas deben ser mínimas, es decir, los tamaños de las celdas adyacentes no deben variar en más del 20%. Tener un relación de aspecto grande puede provocar un error de interpolación de magnitud inaceptable.

## Generación y mejora de mallas
En dos dimensiones, voltear y suavizar son herramientas poderosas para adaptar una malla pobre a una buena malla. Voltear implica combinar dos triángulos para formar un cuadrilátero y luego dividir el cuadrilátero en la otra dirección para producir dos nuevos triángulos. Voltear se utiliza para mejorar las medidas de calidad de un triángulo, como la asimetría. El suavizado de una malla mejora las formas de los elementos y su calidad general, ajustando la vinculación de sus vértices. En el suavizado de una malla, las características centrales, como el patrón distinto de cero de un sistema lineal, se conservan, ya que la topología de la malla permanece invariante. El suavizado laplaciano es la técnica más utilizada.